# 삼근초등학교 옥방분교
삼근초등학교 옥방분교는 대한민국 경상북도 울진군에 있는 공립 초등학교이다.

## 학교 연혁
- 1952년 12월 1일 옥방국민학교 개교(설립인가 5월 1일)
- 1961년 5월 30일 남회룡분교장 인가
- 1971년 3월 1일 광동국민학교 폐교, 본교 통합
- 1992년 9월 1일 삼근국민학교에 편입(삼근국민학교 옥방분교장)
- 1996년 3월 1일 삼근초등학교 옥방분교로 개칭

## 참고 자료
- 삼근초등학교옥방분교장 - 한국교육학술정보원 학교알리미